# Grand Prix de Tennis de Lyon 2007
Grand Prix de Tennis de Lyon 2007 — тенісний турнір, що проходив на кортах з твердим покриттям у місті Ліон, Франція з 22 жовтня . Належав до категорії International Series, був турніром серії Open Sud de France 2007 року.

## Фінальна частина

### Одиночний розряд
Себастьян Грожан —  Марк Жікель 7–6(7–5), 6–4

### Парний розряд
Себастьян Грожан /  Жо-Вілфрід Тсонга —  Лукаш Кубот /  Ловро Зовко 6–4, 6–3